# Stylopathes tenuispina
Stylopathes tenuispina is een Antipathariasoort uit de familie van de Stylopathidae. De wetenschappelijke naam van de soort is voor het eerst geldig gepubliceerd in 1909 door Silberfeld.